# Lucrèce (Artemisia Gentileschi)
Pour les articles homonymes, voir Lucrèce (homonymie).
Lucrèce (ou Lucretia selon le prénom en latin du personnage ou Lucrezia en italien) est le titre de quatre tableaux d'Artemisia Gentileschi, réalisés entre 1625 et 1650.

## Les quatre tableaux
Le premier chronologiquement (1623-1625), une peinture à l'huile sur toile de 100 × 77 cm, est conservé dans la collection Gerolamo Etro à Milan.
Le deuxième (1630-1635), récemment retrouvé,,,, peinture à l'huile sur toile de 96,50 × 75 cm, était conservé dans une collection privée à Lyon. Il avait été acquis par son propriétaire d'alors à Cannes dans les années 1980. Estimé 600 000 à 800 000 euros par le cabinet Turquin, expert du Caravage de Toulouse en 2014 et du Cimabue de Compiègne en 2019, il est vendu par Artcurial le 13 novembre 2019  pour un montant de 4,78 millions d'euros, cote la plus importante pour Artemisia Gentileschi, à un collectionneur privé européen. Vite revendu, il fait partie depuis 2021 des collections du J. Paul Getty Museum, à Los Angeles.
Le troisième (1630-1635 selon Nicola Spinosa ou 1640-1645 selon Riccardo Lattuada), peinture à huile sur toile de 133 × 106 cm jamais exposée au public, estimé entre 500 000 et 700 000 euros est vendu 1,88 million d'euros le 23 octobre 2018 par le Dorotheum de Vienne et se trouve dans une collection privée australienne.
Le titre des trois premiers, représentant Lucrèce seule avant son suicide n'est pas explicite. Le quatrième, montrant Lucrèce et Sextus Tarquin porte le titre plus descriptif de Viol de Lucrèce ((it) Ratto di Lucrezia en italien), ou simplement Tarquin et Lucrèce. Peinture à l'huile toile de 261 × 226 cm (1645-1650) le tableau est exposé au Nouveau Palais de Potsdam en Allemagne.

## Le thème
Largement représenté en musique comme en peinture, le thème est celui du suicide de Lucrèce à la suite de son viol par Sextus Tarquin. Cet épisode romancé de la Rome antique, rapporté par les auteurs latins comme Tite-Live ou Ovide, marque la fin de la monarchie et l'avènement de la république romaine.
L'artiste, ayant été victime elle-même d'un viol en 1611, était selon Marthe Coppel-Batsch attirée plus par les héroïnes de l'antiquité « héroïques, combattantes et victorieuse » que par les saintes « suppliciées par les mécréants ».
Commentant la première version de Lucrèce, Marthe Coppel-Batsch note que la main qui tient la dague est la main gauche et que la lame est pointée vers le ciel, comme si Lucrèce hésitait à passer à l'acte et n'avait pas encore pris la décision de se suicider. 

## Influences
La deuxième version du tableau exposée au Getty Museum a inspiré à un poète vénitien qui pourrait être Giovan Francesco Loredan trois poèmes datés de 1627.